# Saint-Jean-de-la-Motte
Saint-Jean-de-la-Motte é uma comuna francesa na região administrativa do País do Loire, no departamento de Sarthe. Estende-se por uma área de 32.03 km². Em 2010 a comuna tinha 996 habitantes (densidade: 31,1 hab./km²).